# Леополд Карл Хойос
Леополд Карл Хойос (на немски: Leopold Carl Hoyos; * 26 февруари 1657, Виена; † 23 август 1699, Виена) е граф на Хойос и фрайхер на Щихзенщайн в Долна Австрия.

## Живот
Фамилията Хойос е от испански произход от Кастилия, която отива в Долна Австрия през 1526 г. Той е син на фрайхер Фердинанд Албрехт Хойос цу Щихзенщайн (1632 – 1659) и съпругата му фрайин Сузана фон Траутмансдорф (1641 – 1694), дъщеря на фрайхер Еренрайх Адам фон Траутмансдорф († 1655) и фрайин Мария Барбара фон Урзенбек (1615 – 1679).
На 23 септември 1674 г. Леополд Карл Хойос е издигнат на граф. Чрез женитбата си с графиня Мария Регина Шпринценщайн като „Хойос-Шпринценщайн“ той получава Хорн, Розенбург и други.
Замъкът Щихзенщайн при Тернитц и господството към него, купени през 1547 г. от основателят на рода Жуан де Хойос († 1561), остават собственост на фамилията до 1937 г.

## Фамилия
Леополд Карл Хойос се жени на 26 януари 1681 г. във Виена за графиня Мария Регина фон и цу Шпринценщайн и Нойхауз (* 1662; † 27 ноември 1704, Виена), дъщеря на граф Фердинанд Максимилиан фон Шпринценщайн (1625 – 1679) и графиня Мария Катарина Елеонора Куртц фон Фалей, фрайин на Турн и Зенфтенау (1637 – 1687). Те имат децата:
- Мария Шарлота Хойос (* ок. 1682), омъжена за граф Йохан Максимилиан Лудвиг фон Рогендорф (†	1732)
- Мария Габриела Хойос (* ок. 1684)
- Йохан Антон Хойос (* 1686; † 6 септември 1709)
- Мария Ернестина Габриела Йозефа фон Хойос (* ок. 1689; † 24 февруари 1725), омъжена за граф Венцел Бернхард фон Вурбен (1638 – 1708)
- Филип Йозеф Иноценц Хойос цу Щихзенщайн (* 22 април 1695, Виена; † 28 април 1762, Хорн), граф и фрайхер, женен на 30 март 1717 г. за графиня Мария Магдалена фон Хоенфелд (* 22 юли 1695; † 29 септември 1760), дъщеря на граф Ото Хайнрих фон Хоенфелд (1645 – 1719) и графиня Мария Катарина фон Щархемберг (1663 – 1743); имат два сина и дъщеря
- Мария Ернестина Хойос цу Щихзенщайн († 1725), омъжена на 1 януари 1709 г. за граф Франц Фердинанд фон Шпринценщайн и Нойхауз (1671 – 1728), син на граф Франц Игнац фон Шпринценщайн-Нойхауз (1635 – 1705) и Анна Розина фон Хоенфелд (1643 – 1716)
- Мария Сузана Хойос